# Zelotes hardwar
Zelotes hardwar este o specie de păianjeni din genul Zelotes, familia Gnaphosidae, descrisă de Norman I. Platnick și Shadab, 1983.
Este endemică în Jamaica. Conform Catalogue of Life specia Zelotes hardwar nu are subspecii cunoscute.